# Тернава (Львовская область)
Тернава (укр. Тернава) — село в Добромильской городской общине Самборского района Львовской области Украины.
Население по переписи 2001 года составляло 638 человек. Занимает площадь 1,444 км². Почтовый индекс — 82046. Телефонный код — 3238.